# Wolfenstein: Enemy Territory
 (décembre 2015).
Si vous disposez d'ouvrages ou d'articles de référence ou si vous connaissez des sites web de qualité traitant du thème abordé ici, merci de compléter l'article en donnant les références utiles à sa vérifiabilité et en les liant à la section « Notes et références ».
Pour les articles homonymes, voir Enemy Territory.
Pour un article plus général, voir Wolfenstein (série de jeux vidéo).
Wolfenstein: Enemy Territory est un jeu vidéo de tir à la première personne, développé par Splash Damage. Initialement prévu comme une extension du jeu: Return To Castle Wolfenstein (RTCW). Il sortira finalement en tant que jeu complet et gratuit le 29 mai 2003.
Le 17 août 2010, à l'occasion de la QuakeCon 2010, le code source du jeu passe sous la licence libre GNU General Public Licence.
Le 26 avril 2022, le jeu est sorti sur Steam, puis sur GOG.com le 20 octobre 2022.

## Système de jeu

### Généralités
Wolfenstein Enemy Territory simule l'affrontement entre 2 équipes adverses : l'Axe et les Alliés. L'action se déroule pendant la Seconde Guerre mondiale. Les développeurs se sont inspirés des évènements tels que ceux de Tobrouk, de la bataille d'Angleterre et de l'opération Biting.
Les quelques décors présents à l'origine sont peu nombreux mais variés ; une plage de Normandie, un village en Afrique, une forêt de Bavière... Mais plusieurs serveurs proposent des cartes personnelles au téléchargement. Il est possible, grâce à un éditeur, de créer ses propres niveaux.
À l'origine, le jeu se joue uniquement en réseau et réunit une grande communauté de joueurs que l'on peut retrouver par exemple via le protocole IRC, en grande majorité sur le serveur Quakenet. Mais des robots, comme Omnibot, ont été créés par des amateurs du jeu. Un classement des meilleures équipes se retrouve sur divers sites tels que clanbase .
Un classement des joueurs se trouve sur splatterladder .
Jusqu'à 64 joueurs peuvent se rassembler en même temps sur une partie.

### Contrôles
Chaque joueur possède une panoplie d'actions et de mouvements commune à beaucoup de jeux de tir à la première personne de la génération. Il est possible de marcher, courir, s'accroupir, s'allonger, se pencher, voir la carte du niveau, sauter et sprinter lorsque la jauge de souffle n'est pas vide, nager, récupérer des boîtes de soins, des munitions, actionner des portes, des interrupteurs, tirer, recharger.
La précision du tir dépend de la position du joueur : très bonne lorsqu'il est allongé ou accroupi, moyenne lorsqu'il se tient debout.
Le but du jeu est de gagner en équipe en se confrontant à l'équipe adverse. Les dépendances entre équipiers ont été renforcées depuis Return To Castle Wolfenstein, ce qui en fait un jeu plus adapté au mode multijoueur. La coordination de toutes les classes est nécessaire pour obtenir la victoire.

### Classes de personnages
Elles sont au nombre de cinq, chaque joueur doit choisir une de ces classes : 
- le soldat (Soldier) est le spécialiste des armes lourdes : lance-flammes, lance-roquettes, mortier, mitrailleuse mobile.
- le médecin (Medic) s'occupe des soins et de la réanimation des équipiers gravement touchés.
- l'ingénieur (Engineer) est à lui seul bâtisseur, réparateur, dynamiteur, mineur et démineur. Il peut également posséder un lance-grenades. Dans la majorité des cas, il est indispensable pour mener pleinement une mission.
- l'officier (Field Ops) distribue des munitions, lance des attaques aériennes ou par artillerie. À terme il peut également détecter les espions déguisés.
- l'espion/tireur d'élite (Covert Ops) peut voler un uniforme ennemi pour s'infiltrer dans les rangs adverses. Il peut poser des explosifs (charge de démolition) télécommandés, repérer des mines grâce à ses jumelles, utiliser un fusil de sniper et d'autres armes silencieuses, lancer des grenades fumigènes. De plus, la position de tout ennemi situé dans son champ de vision est instantanément transmise à tous ses coéquipiers (via la carte et la boussole).

Toutes les classes possèdent des compétences de base, telles que la possibilité d'utiliser un pistolet, un couteau, des grenades, les mitrailleuses fixes et les mitrailleuses des chars d'assauts.
À noter que certains mods proposent des classes additionnelles, ou des variations des classes existantes.

### Système d'expérience
L'avatar gagne de l'expérience au fur et à mesure des combats et de ses actions comme dans un jeu d'aventure.
Trois jauges d'expérience existent, l'expérience du terrain (Battle Sense), la dextérité des armes légères (Light Weapons) et l'expérience spéciale à la classe choisie par le joueur. Chaque jauge possède cinq niveaux (en comptant le niveau zéro), six selon les serveurs, chaque niveau procure une amélioration.
L'expérience du terrain s'acquiert au fil du temps, un joueur blessé et/ou ayant blessé un joueur adverse se voit accorder des points tant qu'il survit. En gravissant les niveaux, le joueur obtient des jumelles, devient plus endurant, plus résistant aux tirs ennemis, et finalement devient capable de voir les mines camouflées.
La dextérité des armes légères augmente quant à elle en tuant des joueurs adverses avec des armes légères (le pistolet, la mitraillette, la grenade et le couteau), en fonction du coup fatal plus de points sont accordés (5 dans la tête, 3 pour le reste du corps). Niveau par niveau, le joueur obtient un chargeur supplémentaire, un rechargement plus rapide, un maniement plus précis des armes légères, et finalement obtient un deuxième pistolet.
Chaque classe de personnage possède une jauge spéciale. Par exemple, celle du médecin permet d'obtenir un chargeur et une grenade supplémentaire, puis de soigner plus efficacement, ensuite de soigner entièrement en utilisant une seringue sur un joueur allié proche de la mort, et enfin d'obtenir une seringue remplie d'adrénaline qui pourra remonter sa jauge de souffle intégralement et diviser par deux les dégâts provoqués par une balle ennemie, cela durant un court laps de temps.

### Modes de jeu
À ne pas confondre avec les mods, 4 modes de jeu sont disponibles :
- le mode 'Objectifs'

Ici seul l'objectif final fait gagner une partie. Les objectifs diffèrent pour chaque niveau (ex. : destruction de bâtiments, escorte de véhicule, vol de documents...).
- le mode 'Campagne'

Similaire au mode 'Objectifs' il a la particularité d'enregistrer l'expérience des joueurs à la fin d'un niveau, et de la restituer au début du suivant. C'est le mode le plus utilisé dans les serveurs publics.
- le mode 'Stopwatch'

Il reprend le mode 'Objectifs' en enregistrant le temps mis par une équipe pour réaliser ses objectifs, puis les équipes changent de rôle et c'est celle qui est la plus rapide qui remporte la victoire. C'est le mode le plus utilisé en compétition.
- le mode 'Last man standing', également appelé 'Deathmatch'

Celui-ci se rapproche plus d'une épreuve de survie, où le dernier joueur vivant fait gagner son équipe.
Des extensions ont vu le jour au fur et à mesure des années. Ces extensions restent cependant assez rares : seulement quelques serveurs les proposent. Voici deux extensions plutôt connues que l'on peut trouver dans le jeu : 
- le mode 'Zombie'

Également un mode de survie où les zombies doivent attaquer les humains. Un humain attrapé rejoint le camp zombie. S'il reste au moins un humain à la fin de la partie, l'équipe zombie perd.
- le mode Hide&Seek

Une équipe doit trouver et tuer (au Colt ou Lüger) ses adversaires dans un temps imparti. L'équipe adverse doit se contenter de fuir, de se cacher et de se soigner. Lorsqu'un joueur est tué, il doit attendre la fin de la partie. Ce mode se déroule sur des cartes modifiées et demande un bon niveau de Trick Jumping.

## Développement
Wolfenstein: Enemy Territory était à la base prévu pour être une extension commerciale solo et multijoueur de Return to Castle Wolfenstein (RTCW). Cependant, à la suite de problèmes sur la partie solo, le jeu sort le 30 avril 2003 uniquement doté d'une version multijoueur. Il devient ensuite gratuit et indépendant de RTCW.
Tout comme ce dernier, Wolfenstein: Enemy Territory s’appuie sur l'id Tech 3, le moteur de jeu de Quake III Arena.
Depuis début 2004, la société chargée du développement de l'aspect réseau du jeu (Splash Damage) fournit le kit de développement gratuitement, mais le jeu n'en est pas pour autant un logiciel libre. L'utilisateur doit accepter la licence d'id Software qui est très permissive par rapport à celle de la majorité des logiciels propriétaires.
Le jeu est disponible sur les trois principaux systèmes d'exploitation : Windows, Linux et Mac OS.
Malgré la gratuité du jeu, Splash Damage a suivi la vie du logiciel après sa mise en circulation et a ainsi créé plusieurs patches résolvant les quelques bugs présents dans la version d'origine. La version 2.60 est sortie le 21 mars 2005 et la version 2.60b a été rendue disponible le 8 mai 2006.
En 2019, il est encore possible d'y jouer, le jeu étant toujours téléchargeable sur le site de l'éditeur et des serveurs encore disponibles.

## Mods
Le jeu étant basé sur le moteur de jeu de Quake 3 Arena, de nombreux mods ont vu le jour, notamment grâce à la permission accordée par les propriétaires. Au début de l'année 2004, la publication du code source et d'un kit de développement a donné une plus grande aisance aux créateurs de mods. Certains ont créé des bots et les ont distribués gratuitement.
Le jeu supporte également des conversions complètes (total conversion en anglais) qui sont des mods où la totalité du jeu est modifiée (modèles, armes, cartes, règles du jeu, sons, textures, scripts, menus, etc.) et non pas simplement une partie. En général, seulement les règles du jeu et parfois quelques modèles, sons et/ou textures additionnels sont modifiés.
Certains mods de Quake 3 ont été réécrits et portés pour Wolfenstein: Enemy Territory, tels que ETF et TrueCombat: Elite.
- ET:Legacy recrée un client/serveur 100% compatible, corrigeant les toutes les failles de sécurité connues[8], toujours actif en 2025.
- TrueCombat: Elite modifie totalement l'aspect du jeu en un Counter-Strike Like.
- Enemy Territory Fortress, quant à lui, change ET en un Quake Like offrant des possibilités intéressantes comme un mod "capture du drapeau" ou encore "capture le canard".
- Ou bien encore le mod ETPro qui offre la possibilité de jouer au « vrai » Wolfenstein.

## Compétition
- Palmarès des Coupes du monde depuis 2003 :

| Équipes     | Titres | Deuxièmes places | Troisièmes places |
| ----------- | ------ | ---------------- | ----------------- |
| Finlande    | 5      | 2                | 2                 |
| Estonie     | 2      | 1                | 1                 |
| Royaume-Uni | 2      | 1                | 1                 |
| Pologne     | 1      | 3                | 1                 |
| Allemagne   | 1      | 1                | 1                 |
| Pays-Bas    | 1      | 1                | 1                 |
| Belgique    | 0      | 3                | 0                 |
| Suède       | 0      | 0                | 2                 |
| Croatie     | 0      | 0                | 1                 |
| Lettonie    | 0      | 0                | 1                 |
| Hongrie     | 0      | 1                | 0                 |
| Espagne     | 0      | 0                | 1                 |
| Autriche    | 0      | 1                | 0                 |

## Popularité
Le jeu est cité dans Les 1001 jeux vidéo auxquels il faut avoir joué dans sa vie.